# 双葉町 (板橋区)
双葉町（ふたばちょう）は、東京都板橋区の町名。丁目の設定がない単独町名である。全域で住居表示が実施されている。郵便番号173-0011（集配局 : 板橋郵便局）。

## 地理
板橋区の南東部に位置する。南端で石神井川と接する。北で富士見町、東で大和町、南で石神井川を隔てて中板橋、西で常盤台に隣接する。町域の北辺を東京都道318号環状七号線（環七通り）が東西に通じている。神社・小学校を除き、ほぼ全域が住宅地となっている。武蔵野台地成増台の高台に属するが、石神井川へ向けて、おおむね北から南へ緩い下り勾配をなしている。

### 河川
- 石神井川

### 地価
住宅地の地価は、2024年（令和6年）7月1日の地価調査によれば、双葉町22-3の地点で52万円/m2となっている。

## 歴史
廃藩置県実施前は武蔵国豊島郡下板橋宿および上板橋村。

### 沿革
- 1400年ごろ（応永年間）：根村氷川神社が大宮氷川神社から勧請されて創建。
- 1695年（元禄8年）：中用水建設。石神井川の水をくみ上げる堰場が当地に設置される。
- 1749年（寛延2年）：五十宮倫子（いそのみやともこ）女王が徳川家治将軍との婚儀に赴く行列が縁切榎前を通過しないための迂回路（根村道）が、現在の当町域内に普請される。
  - 迂回路は1804年（文化元年）の楽宮（さざのみや）喬子女王と徳川家慶将軍の婚儀、1861年（文久2年）の和宮親子（かずのみやちかこ）内親王と徳川家茂将軍との婚儀の際にも使用された。現在の国際興業バス富士見町停留所付近から環七通りを渡り、当町域と大和町との境を下り、日曜寺から愛染通りを経て上宿に至る道であった。
  - 和宮親子内親王の際には、「縁切榎の周りを菰で覆い、見えなくさせた上で通行させた」という俗説があるが、板橋宿仲宿名主、飯田侃（かん）家の古文書に、この時も先例に倣い根村道を通行したことが記録されている。菰覆いの伝承は、宿泊受け入れに際して飯田侃家が「不浄の物は筵で覆うこと」という通達を宿場関係者に出したことと混同されて発生したものと考えられている。[8]
- 1871年（明治4年）11月：廃藩置県後に所属した浦和県から東京府に編入。大区小区制実施。
- 1878年（明治11年）：郡区町村編制法により北豊島郡が設置され、東京府北豊島郡下板橋宿および上板橋村となる。
- 1889年（明治22年）4月1日：市制町村制施行により、東京府北豊島郡板橋町大字下板橋となる。
- 1930年（昭和5年）：板橋第三尋常小学校校内に板橋尋常夜学校設置。
  - 尋常夜学校は現在の板橋第八小学校の場所に開設とされているが、この時点では板橋第八小学校はまだ開校していない。板橋第三尋常小学校（学制変更により板橋第三小学校）は、1926年に現在の本町で開校、2002年に稲荷台小学校と統合した現在の板橋区立加賀小学校の前身であり、当所とは位置が異なっている。
- 1932年（昭和7年）10月1日：東京府内市郡併合による板橋区発足に伴い、東京府東京市板橋区（旧）板橋町八丁目、十丁目および（旧）上板橋町二丁目となる。（1943年8月1日 東京都制施行）
- 1940年（昭和15年）：板橋第八高等尋常小学校（現・板橋区立板橋第八小学校）開校。
- 1945年（昭和20年）：板橋尋常夜学校廃止。
- 1956年（昭和31年）4月1日：地番整理により、（旧）板橋町八丁目、十丁目の一部地域と（旧）上板橋町二丁目の一部地域が双葉町に再編される。
- 1964年（昭和39年）：東京都道318号環状七号線（環七通り）開通。

## 世帯数と人口
2025年（令和7年）3月1日現在（板橋区発表）の世帯数と人口は以下の通りである。
- 世帯数 : 3,333世帯
- 人口 : 5,425人

### 人口の変遷
国勢調査による人口の推移。
| 年                 | 人口  |
| ------------------ | ----- |
| 1995年（平成7年）  | 5,427 |
| 2000年（平成12年） | 5,308 |
| 2005年（平成17年） | 5,223 |
| 2010年（平成22年） | 5,197 |
| 2015年（平成27年） | 5,177 |
| 2020年（令和2年）  | 5,387 |

### 世帯数の変遷
国勢調査による世帯数の推移。
| 年                 | 世帯数 |
| ------------------ | ------ |
| 1995年（平成7年）  | 2,582  |
| 2000年（平成12年） | 2,640  |
| 2005年（平成17年） | 2,637  |
| 2010年（平成22年） | 2,823  |
| 2015年（平成27年） | 2,948  |
| 2020年（令和2年）  | 3,158  |

## 学区
区立小・中学校に通う場合、学区は以下の通りとなる（2021年8月時点）。
| 番地              | 小学校                 | 中学校                 |
| ----------------- | ---------------------- | ---------------------- |
| 1～13番 16～26番  | 板橋区立中根橋小学校   | 板橋区立板橋第三中学校 |
| 14〜15番 27～47番 | 板橋区立板橋第八小学校 | 板橋区立板橋第三中学校 |

## 産業

### 事業所
2021年（令和3年）現在の経済センサス調査による事業所数と従業員数は以下の通りである。
- 事業所数 : 123事業所
- 従業員数 : 691人

### 事業者数の変遷
経済センサスによる事業所数の推移。
| 年                 | 事業者数 |
| ------------------ | -------- |
| 2016年（平成28年） | 135      |
| 2021年（令和3年）  | 123      |

### 従業員数の変遷
経済センサスによる従業員数の推移。
| 年                 | 従業員数 |
| ------------------ | -------- |
| 2016年（平成28年） | 708      |
| 2021年（令和3年）  | 691      |

## 交通

### 鉄道
町域に駅は存在しないが、以下の路線・駅が利用可能である。
- 東京都交通局
  - 都営地下鉄三田線：板橋本町駅（大和町および本町）
- 東武鉄道
  - 東武東上線：中板橋駅（弥生町および中板橋）

### バス
- 国際興業バス・関東バス（共同運行）
  - 富士見町都営住宅・中板橋駅入口：赤31　赤羽駅東口行き・高円寺駅北口行き
- 都営バス
  - 富士見町都営住宅・中板橋駅入口：王78　王子駅行き・高円寺陸橋経由　新宿駅西口行き

### 道路
- 東京都道318号環状七号線（環七通り）

### 橋梁
- 中根橋

## 施設
- 板橋区立板橋第八小学校
- なでしこ幼稚園
- 即得寺
- 根村氷川神社

### かつて存在した施設
- 板橋尋常夜学校